# Herb Scherer
Herbert Frederick "Herb" Scherer (Maplewood, Nueva Jersey; 21 de diciembre de 1929 - Roswell, Georgia; 28 de junio de 2012) fue un jugador de baloncesto estadounidense que disputó dos temporadas en la NBA, además de jugar en la ABL. Con 2.05 metros de estatura, lo hacía en la posición de pívot.

## Trayectoria deportiva

### Universidad
Jugó durante cuatro temporadas con los Blackbirds de la Universidad de Long Island.

### Profesional
Fue elegido en la decimonovena posición del Draft de la NBA de 1950 por New York Knicks, pero acabó fichando por los Tri-Cities Blackhawks, con los que jugó una temporada en la que promedió 3,4 puntos y 2,5 rebotes por partido.
Tras un breve paso por la ABL, al año siguiente por fin firma con New York Knicks, pero solo disputa 12 partidos, en los que consigue 3,9 puntos y 2,2 rebotes. Regresaría posteriormente a la ABL donde jugaría un par de temporadas más antes de retirarse definitivamente.

## Estadísticas de su carrera en la NBA

### Temporada regular
| Temporada | Edad | Equipo                | Liga | P  | TIT | MIN  | TC  | TCA | %TC  | 3P | 3PA | %3P | TL  | TLA | %TL  | R.OF. | R.DEF. | REB | ASIS | ROB | TAP | PER | FP  | PTS |
| 1950-51   | 21   | Tri-Cities Blackhawks | NBA  | 20 |     |      | 1.2 | 4.2 | .286 |    |     |     | 1.0 | 1.8 | .571 |       |        | 2.5 | 0.9  |     |     |     | 2.8 | 3.4 |
| 1951-52   | 22   | New York Knicks       | NBA  | 12 |     | 13.9 | 1.6 | 5.4 | .292 |    |     |     | 0.8 | 1.2 | .643 |       |        | 2.2 | 0.5  |     |     |     | 2.1 | 3.9 |
| Total     |      |                       | NBA  | 32 |     | 13.9 | 1.3 | 4.7 | .289 |    |     |     | 0.9 | 1.5 | .592 |       |        | 2.4 | 0.7  |     |     |     | 2.5 | 3.6 |